# 大布拉霍维申卡
大布拉霍维申卡（烏克蘭語：Велика Благовіщенка），是烏克蘭南部赫爾松州卡霍夫卡區霍尔诺斯塔伊夫卡市镇内的村落。始建於1897年，面積53平方公里，海拔高度57米，2001年人口920，人口密度每平方公里17.4人。